# Reby Sky
Rebecca Victoria Hardy (Nueva York, 6 de agosto de 1986), más conocida por su nombre en el ring de Reby Sky, es una luchadora profesional, actriz y modelo estadounidense. 

## Primeros años
Nació como Rebecca Victoria Reyes en Flushing, barrio del distrito neoyorquino de Queens. Es de origen puertorriqueño. Tiene tres hermanos mayores y una hermana mayor, Suzanne. Su padre es una personalidad de la lucha libre más conocida como "Señor Benjamin".

## Carrera como modelo y actriz
Hardy comenzó su carrera como modelo, actuando a nivel nacional con la Amira Mor International Entertainment Company, una compañía de danza del vientre, con la que también hizo varios DVD de instrucción de danza del vientre. En 2005, Hardy tuvo un papel secundario en el musical off-Broadway, Secrets of the Desert. El espectáculo estuvo de gira en varios lugares off-Broadway, incluyendo el Duke Theatre en la calle 42 en Times Square, y el DiCapo Opera House. Otros lugares destacados en los que ha actuado Hardy son el Queens Theatre in the Park y el Radio City Music Hall de Nueva York, donde actuó para el batería de The Beatles, Ringo Starr. Reyes apareció en varios programas de televisión y vídeos musicales, como Midnight Spike (Spike TV), Date Patrol, Faking It y Más Maíz, un vídeo musical con N.O.R.E. y Fat Joe.
Hardy apareció en un pictórico desnudo en la revista Playboy, "The Girls of Montauk', en julio de 2007, y como "Cyber Girl of the Week" en la edición de julio de 2010 del Playboy Cyber Club. Más tarde fue nombrada "Cyber Girl of the Month" para noviembre de 2010. Sky también ha aparecido en GQ, Esquire, Supermodels Unlimited y STUFF. Rebecca también fue entrevistada en el programa de MTV True Life como NY Giants Girl, emitido el 19 de septiembre de 2009. El programa relataba su participación como fanática de los New York Giants. Ella vende una línea de bolsos de moda de fútbol a través de uno de sus sitios web, que también promueve su autoproclamada condición de fanática de los NY Giants como la NY Giants Girl. Hardy fue nombrada Miss Howard Stern TV para el mes de diciembre de 2009 y fue votada por los fans de Sirius Radio Howard Stern, como "Miss Howard TV del año 2009″. En 2013 Hardy protagonizó la película Pro Wrestlers vs Zombies.

## Carrera profesional

### Lucha Libre USA (2010–2012)
En 2010, Hardy realizó entrevistas y comentarios para el programa de MTV2, Lucha Libre USA: Masked Warriors, un programa centrado en la transición de la lucha libre y organizaciones relacionadas con los Estados Unidos. El 19 de marzo de 2011, Hardy hizo su debut en la lucha libre profesional en un show de Lucha Libre USA bajo el nombre en el ring de "Rebecca Sky", donde hizo equipo con Nikki Corleone y ODB contra Chrissy Cialis, Jacqueline Moore y Tigresa Caliente. En el episodio del 18 de junio de LLUSA TV Tapings, Hardy formó equipo con Chrissy Cialis y Vladimiro en un esfuerzo perdedor contra Mini Park, Octagoncito y Pequeno Halloween en un combate por equipos mixtos. En octubre, Hardy perdió ante Lady Luck en un combate de lencería. Volvería en 2012 durante la segunda temporada, haciendo equipo principalmente con Shane Helms en combates de tag team mixto.

### Shine Wrestling (2012−2013)
En 2012 hizo su debut con Shine Wrestling. El 17 de agosto de ese año, Hardy comenzó una rivalidad con Jessicka Havok después de ser atacada viciosamente por Havok con una silla, hiriéndola después de perder contra ella en un combate. El 19 de octubre, Hardy se enfrentó a Kellie Skater en un combate individual, en un esfuerzo por ganar.
El 11 de enero, Hardy fue derrotado por Havok después de que Matt Hardy tirara la toalla para detener el ataque de Havok. El 23 de marzo, Hardy derrotó a Jessicka Havok en un Career vs. Respect match, lo que provocó que Havok estrechara la mano de Hardy y la respetara y terminara la rivalidad argumental entre Hardy y Havok.

### Circuito independiente (2011–2015)

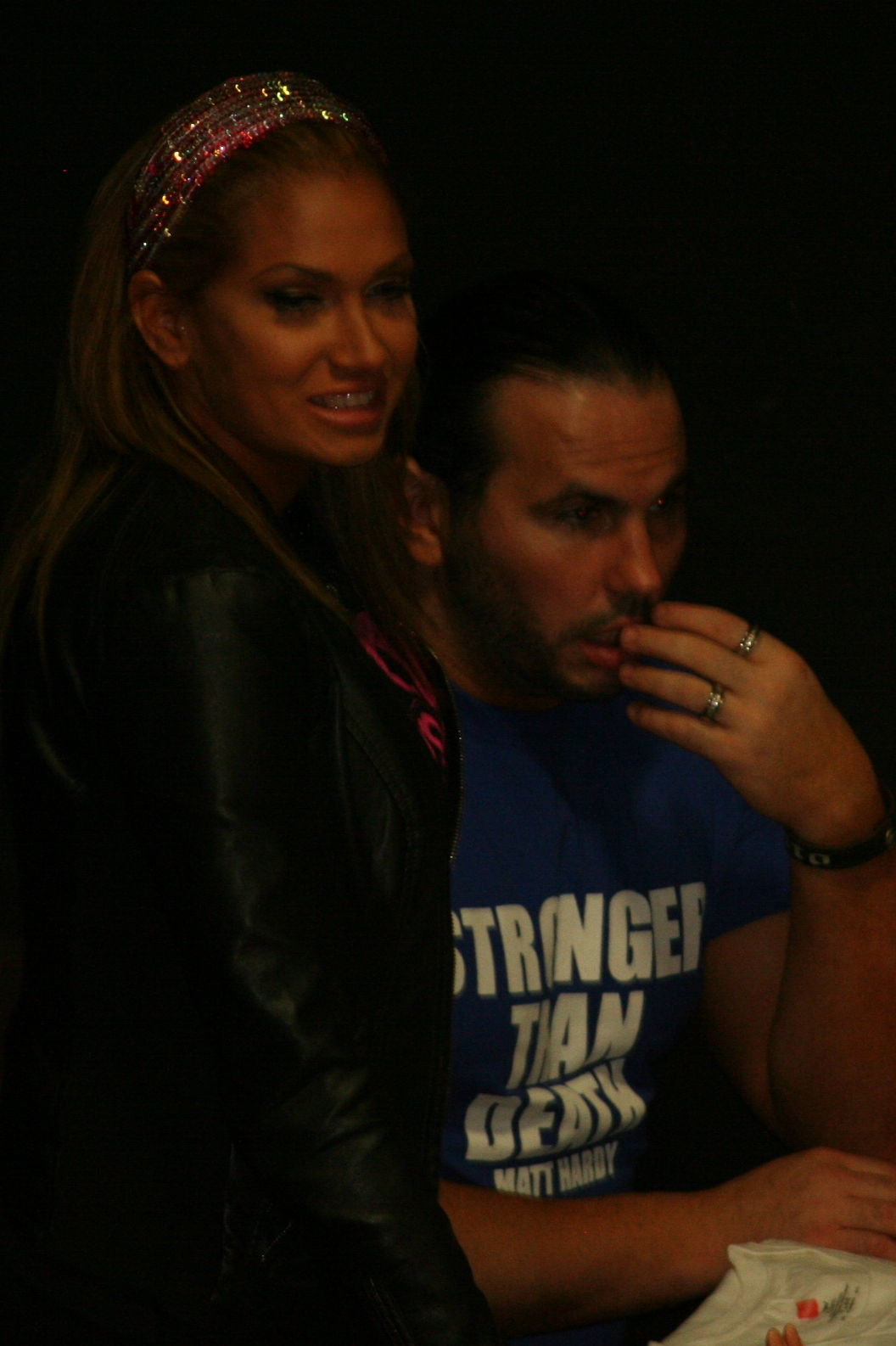
Sky junto a su marido, Matt Hardy.

El 1 de julio de 2012, Hardy hizo su debut en el circuito independiente en Extreme Air Wrestling, donde hizo equipo con Paul London y Brian Kendrick para derrotar a Miss Jackie y The World's Greatest Tag Team. En 2012, Sky se enfrentó a Jayme Jameson por el NWA Mid-Atlantic Ladies Championship en dos ocasiones y perdió en ambas. El 9 de marzo, Hardy formó parte de un infame combate de triple amenaza que incluía a Brittney Savage y Spyra Andover y que fue mencionado por Botchamania. Al estar comprometida con Matt Hardy, ha aparecido en varios eventos de OMEGA, de la que Hardy es propietario. Hardy debutó para la promoción Family Wrestling Entertainment en No Limits, donde Hardy perdió ante Ivelisse Vélez.
Hardy hizo apariciones en Vendetta Pro Wrestling compitiendo en combates individuales derrotando a Tab Jackson, Hudson Envy y Amber O'Neal.

### Total Nonstop Action Wrestling (2014–2017)
En el año de 2014, Hardy apareció para TNA en mayo a través de los PPV's One Night Only de la compañía principalmente en Knockouts Knockdown 2 en un combate contra Velvet Sky en un esfuerzo ganador también clasificando para el gauntlet match más tarde esa noche. Sin embargo, fue eliminada por Angelina Love.
Hardy apareció de nuevo para TNA a finales de 2015 en Bound for Glory celebrando con su marido en la vida real, Matt Hardy después de que ganara su combate por el Impact World Championship. Sky regresó a Impact! el 5 de enero de 2016 y vio cómo Hardy era derrotado por Ethan Carter III en la final de la TNA World Title Series. En el episodio del 19 de enero de Impact!, tanto ella como Hardy se convirtieron en villanos después de que Tyrus ayudara a Hardy a derrotar a Ethan Carter III para capturar el TNA World Heavyweight Championship.
En el episodio del 1 de septiembre de Impact!, The Hardy Boyz comenzó un feudo con Decay, que implicaba su disputa con la valet de Decay, Rosemary, convirtiéndola en una cara. El 27 de febrero de 2017, Hardy abandonó TNA, junto con Matt y Jeff.

### WWE (2018)
En el episodio del 12 de marzo de Raw se anunció que Hardy haría una aparición en el combate Ultimate Deletion entre su marido Matt y Bray Wyatt en el Hardy Compound. También apareció la semana siguiente en Raw.

## Vida personal
En 2008, Hardy fue condenada a libertad condicional, una multa y servicio comunitario por oponerse a un oficial sin violencia cuando la policía detuvo su vehículo porque tenía una luz trasera rota en 2007 en Florida.
El 5 de octubre de 2013 se casó con el también luchador profesional Matt Hardy. El 23 de junio de 2015 tuvieron su primer hijo. El 8 de junio de 2017, Matt y Reby dieron la bienvenida a su segundo hijo. El 4 de diciembre de 2019, Reby dio a luz a su tercer hijo. El 8 de enero de 2021, se anunció que están esperando un cuarto hijo. El 11 de julio de 2021, Reby dio a luz a su cuarto hijo, una niña.